# マルタの鉄道
マルタの鉄道（マルタのてつどう）では、マルタにおける鉄道輸送について説明する。

## 歴史
1883年から1931年までバレッタとイムディーナ間11.1㎞で運行されていた。この鉄道は全線単線で軌間は1000㎜であった。また、1905年から1929年には路面電車も運行されていた。バレッタ駅の跡地には2015年に国会議事堂が建設された。
現在マルタには鉄道が存在しない。

## 車両
イギリス製の10台の機関車が使われていた。

## マルタ鉄道の遺構

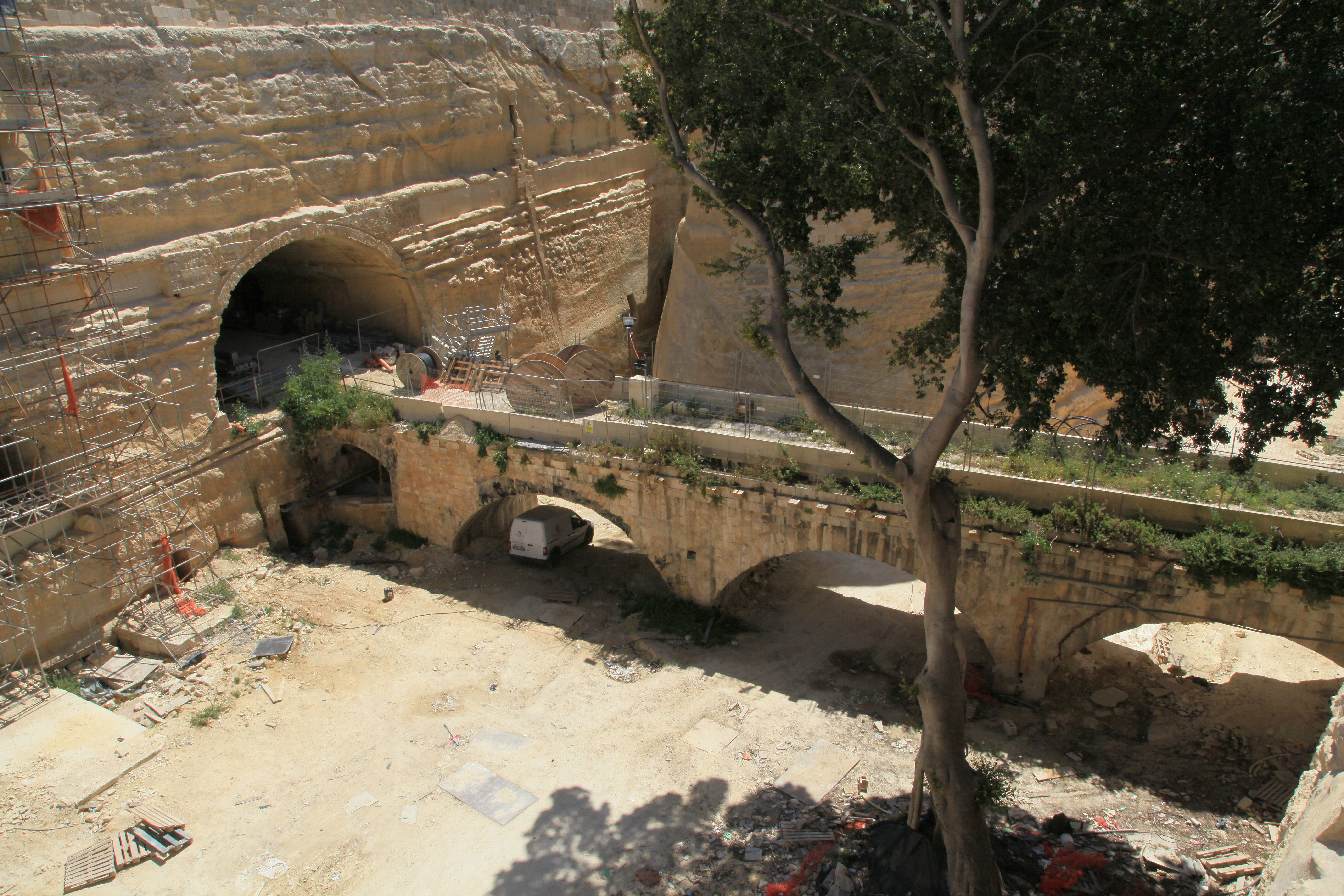
鉄道トンネルと橋、バレッタ
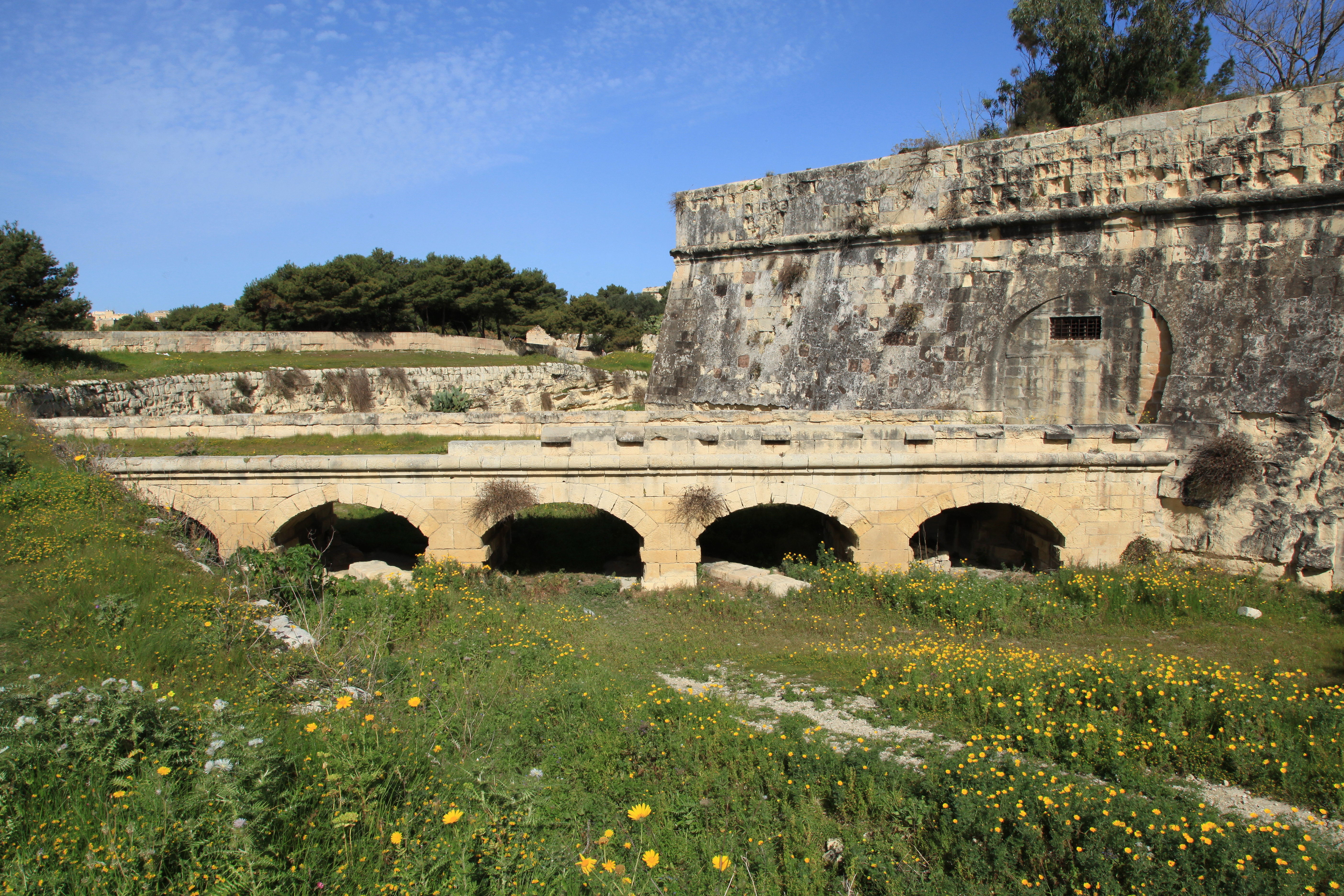
フロリアーナのセントフィリップス要塞近くの鉄道橋
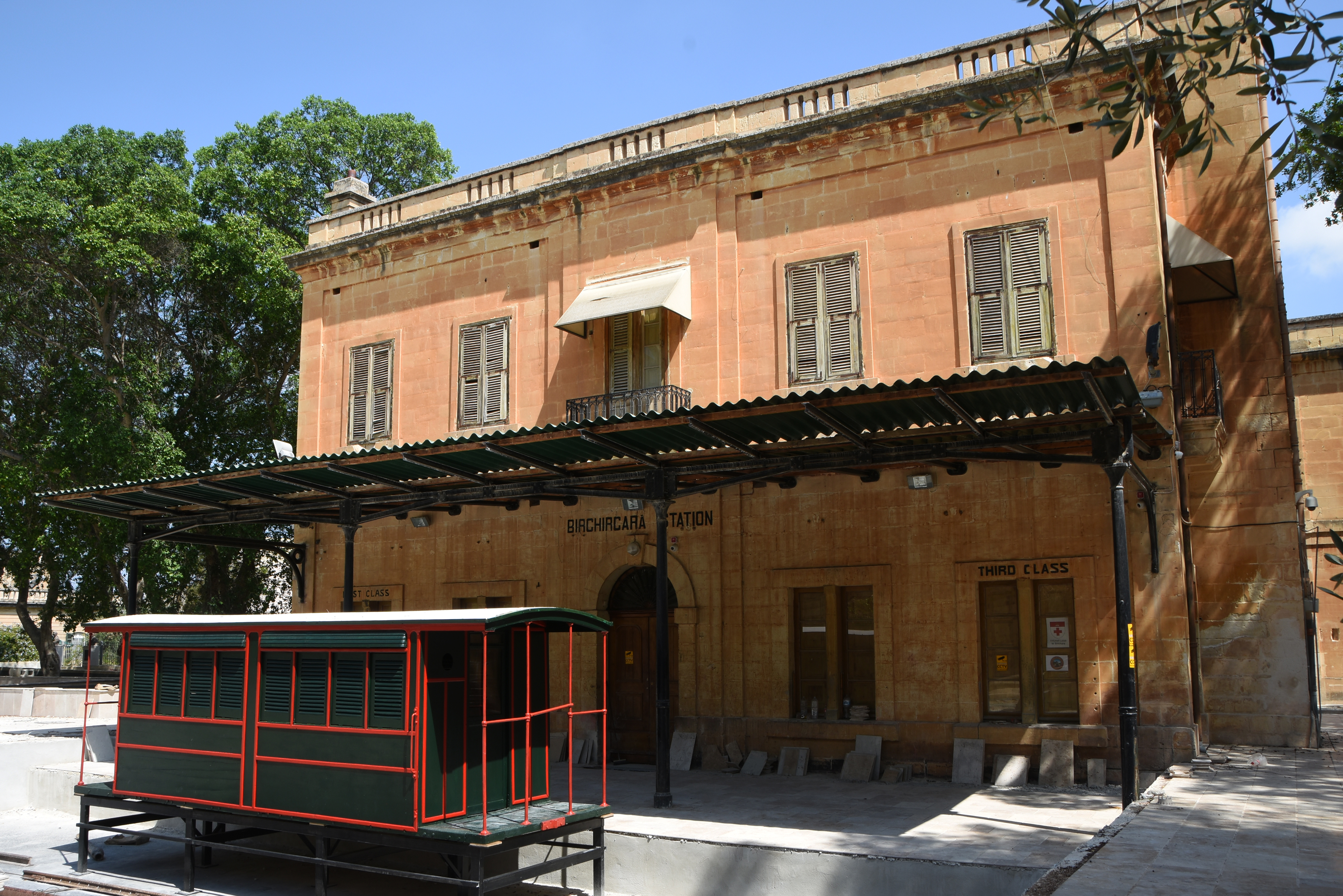
ビルキルカラの駅
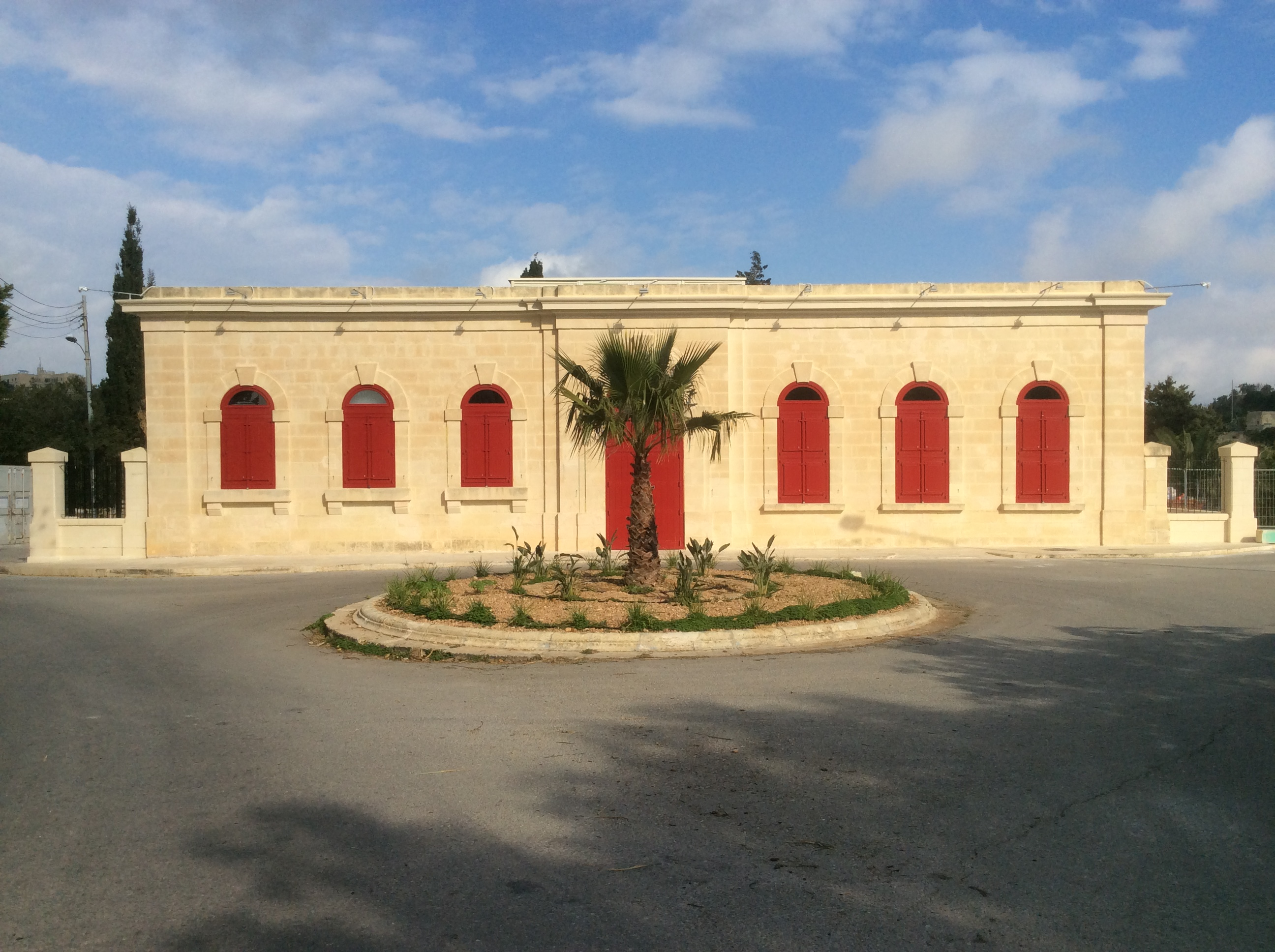
イムディーナ美術館駅
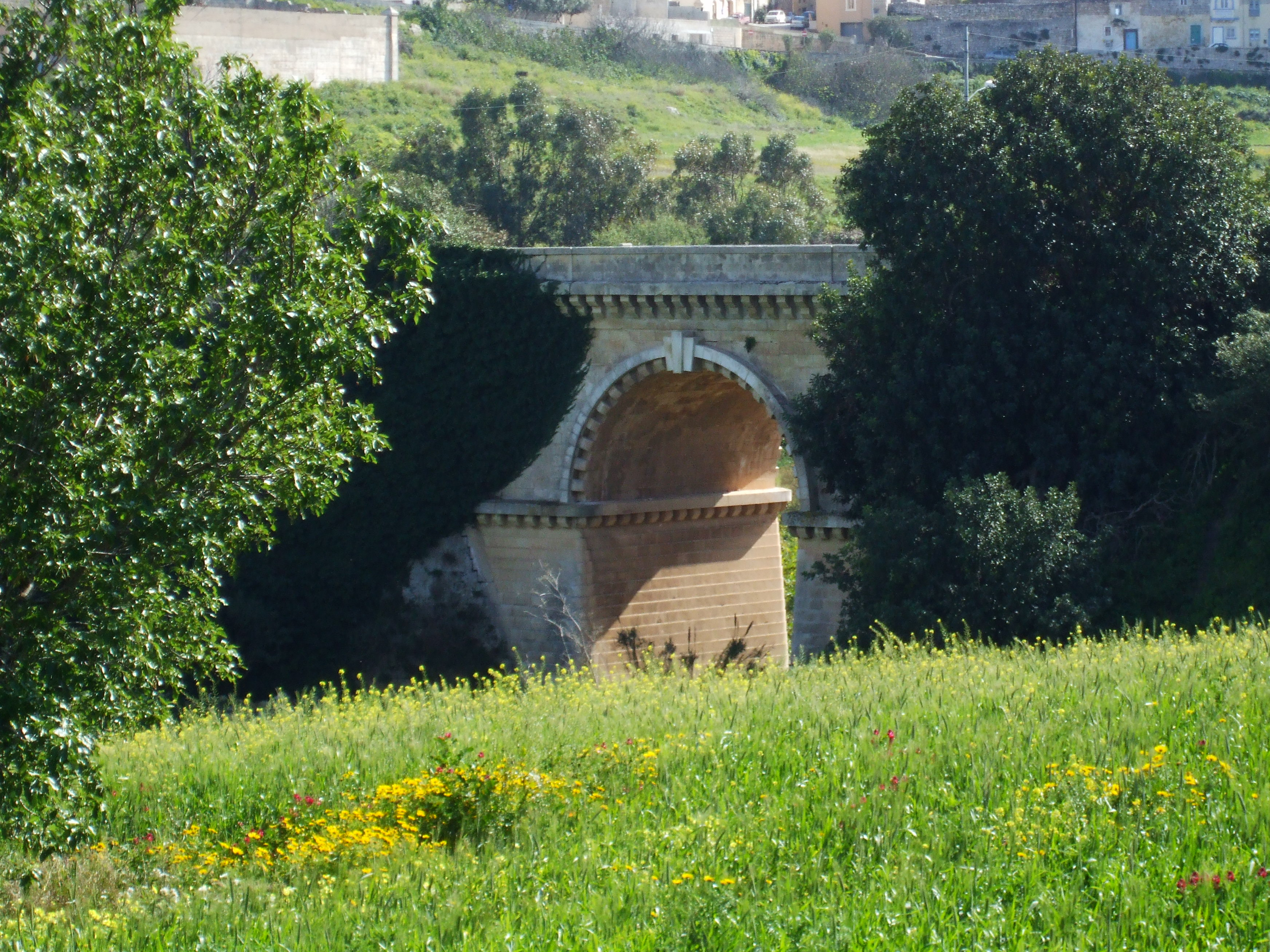
ミュージアム駅近くの鉄道橋